# Mount Early
Mount Early ist ein 2720 m hoher, solitärer Vulkankegel im westantarktischen Marie-Byrd-Land. Er ragt rund 21 km nördlich des D’Angelo Bluff auf der Westseite des Entstehungsgebiets des Scott-Gletschers auf. 
Entdeckt wurde er im Dezember 1934 vom nahegelegenen Mount Weaver durch die geologische Mannschaft der zweiten Antarktisexpedition (1933–1935) des US-amerikanischen Polarforschers Richard Evelyn Byrd. Am 21. November 1962 besuchten Geologen des Instituts für Polarforschung der Ohio State University unter der Leitung von George Doumani (* 1929) erstmals den Berg. Das Advisory Committee on Antarctic Names benannte ihn 1965 nach Neal Edward Earley [sic] (1936–1982), einem Mitglied der Flugbereitschaft zur Unterstützung des United States Geological Survey für die geodätische Vermessung des Gebiets in den Jahren 1962 bis 1963.